# P/2010 U1 Boattini
P/2010 U1 (Boattini) è la quindicesima cometa scoperta dall'astronomo italiano Andrea Boattini: è una cometa periodica. La cometa è stata scoperta il 17 ottobre 2010, sono state scoperte immagini di prescoperta risalenti al 1º ottobre 2010.